# Neopomacentrus taeniurus
Neopomacentrus taeniurus là một loài cá biển thuộc chi Neopomacentrus trong họ Cá thia. Loài này được mô tả lần đầu tiên vào năm 1856.

## Từ nguyên
Từ định danh được ghép bởi hai âm tiết trong tiếng Latinh: taenio ("dải sọc") và oura ("đuôi"), hàm ý đề cập đến hai dải đen trên thùy đuôi của loài cá này.

## Phạm vi phân bố và môi trường sống
N. taeniurus là một trong bốn loài cá thia chỉ sống ở môi trường nước lợ và nước ngọt, và ba loài còn lại là Neopomacentrus aquadulcis, Pomacentrus taeniometopon và Stegastes otophorus.
N. taeniurus có phạm vi phân bố rộng khắp khu vực Ấn Độ Dương - Thái Bình Dương. Chúng được ghi nhận dọc theo đường bờ biển Đông Phi, Ấn Độ và Sri Lanka, khu vực Đông Nam Á, tiểu vùng Melanesia (trừ Fiji), vùng biển phía đông bắc Úc, ngược lên phía bắc đến đảo Đài Loan.
Môi trường sống của loài này là ở vùng rừng ngập mặn, cửa sông và những vùng nước lợ gần biển, độ sâu đến 10 m.

## Mô tả
Chiều dài cơ thể tối đa được ghi nhận ở N. taeniurus là 10 cm. Thân của N. taeniurus có màu nâu xám. Phần phía sau vây lưng và vây hậu môn có màu vàng. Vây đuôi cũng màu vàng nhưng sẫm đen ở hai thùy. Vây ngực có một đốm đen ở gốc.
Số gai ở vây lưng: 13; Số tia vây ở vây lưng: 11–12; Số gai ở vây hậu môn: 2; Số tia vây ở vây hậu môn: 11–12; Số tia vây ở vây ngực: 16–17; Số gai ở vây bụng: 1; Số tia vây ở vây bụng: 5.

## Sinh thái học
Thức ăn của N. taeniurus là các loài động vật phù du. Cá đực có tập tính bảo vệ và chăm sóc trứng.